# Saint-Sulpice (Métro Paris)

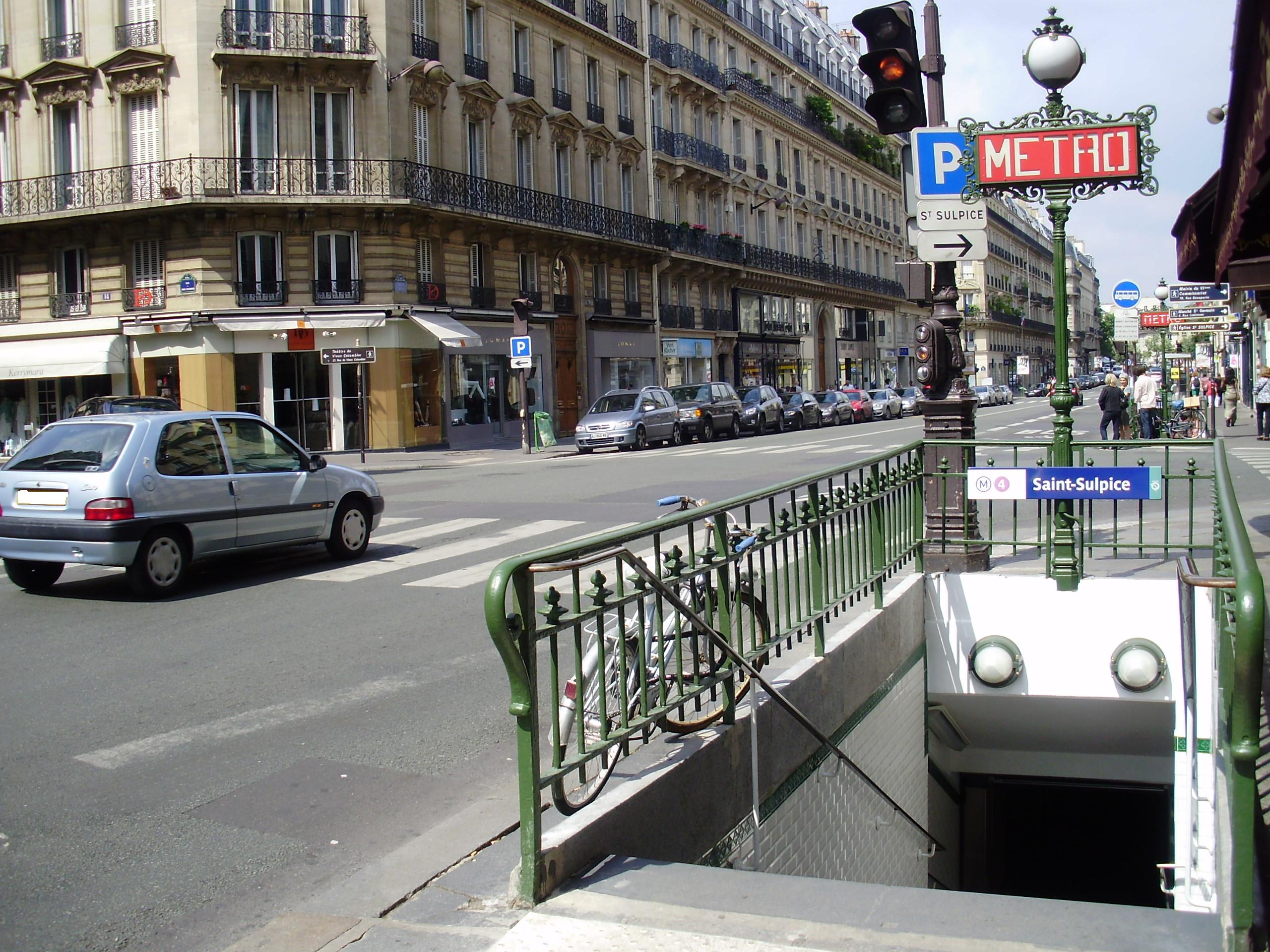
Zugang mit Kandelaber des Typs „Val d‘Osne“

Der U-Bahnhof Saint-Sulpice [sɛ̃ sylpis] ist eine unterirdische Station der Linie 4 der Pariser Métro.

## Lage
Die Station befindet sich im Quartier Notre-Dame-des-Champs des 6. Arrondissements von Paris. Er liegt längs unter der Rue de Rennes in Höhe deren Kreuzung mit der Rue Saint-Sulpice.

## Name
Namengebend ist die Rue Saint-Sulpice. An ihr liegt die katholische Kirche Saint-Sulpice, die dem Bischof von Bourges, Sulpicius II. († 647) geweiht ist.

## Geschichte
Die Station wurde am 9. Januar 1910 in Betrieb genommen, als der 3900 m lange Mittelabschnitt der Linie 4 von Raspail bis Châtelet eröffnet wurde. Mit dessen Inbetriebnahme wurden die bis dahin getrennten Süd- und Nordäste der Linie zu einer von Porte de Clignancourt im Norden bis Porte d’Orléans im Süden verlaufenden Linie verbunden.

## Beschreibung
Unter einem elliptischen, weiß gefliesten Deckengewölbe mit gekrümmten Seitenwänden weist die Station Seitenbahnsteige an zwei parallelen Streckengleisen auf. Sie war ursprünglich 75 m lang, Mitte der 1960er Jahre wurde sie auf 90 m verlängert und für den Verkehr mit luftbereiften Zügen umgebaut.
Die zwei Zugänge beiderseits der Rue Saint-Sulpice sind durch Kandelaber des Typs „Val d‘Osne“ markiert. Ein weiterer Ausgang vom Südkopf der Station weist eine Rolltreppe auf.

## Fahrzeuge
Auf der Linie 4 verkehrten bis 1928 5-Wagen-Züge aus zunächst drei zweimotorigen, später zwei viermotorigen Triebwagen und Beiwagen. Sie wurden durch Sprague-Thomson-Züge abgelöst, die in den Jahren 1966/67 sukzessive durch gummibereifte 6-Wagen-Züge der Baureihe MP 59 ersetzt wurden. Seit 2011 ist auf der Linie 4 die Baureihe MP 89 CC im Einsatz. Die Umstellung auf fahrerlose Züge der Baureihen MP 89 CA, MP 05 und MP 14 hat am 12. September 2022 begonnen und soll bis Ende 2023 abgeschlossen sein.

## Umgebung

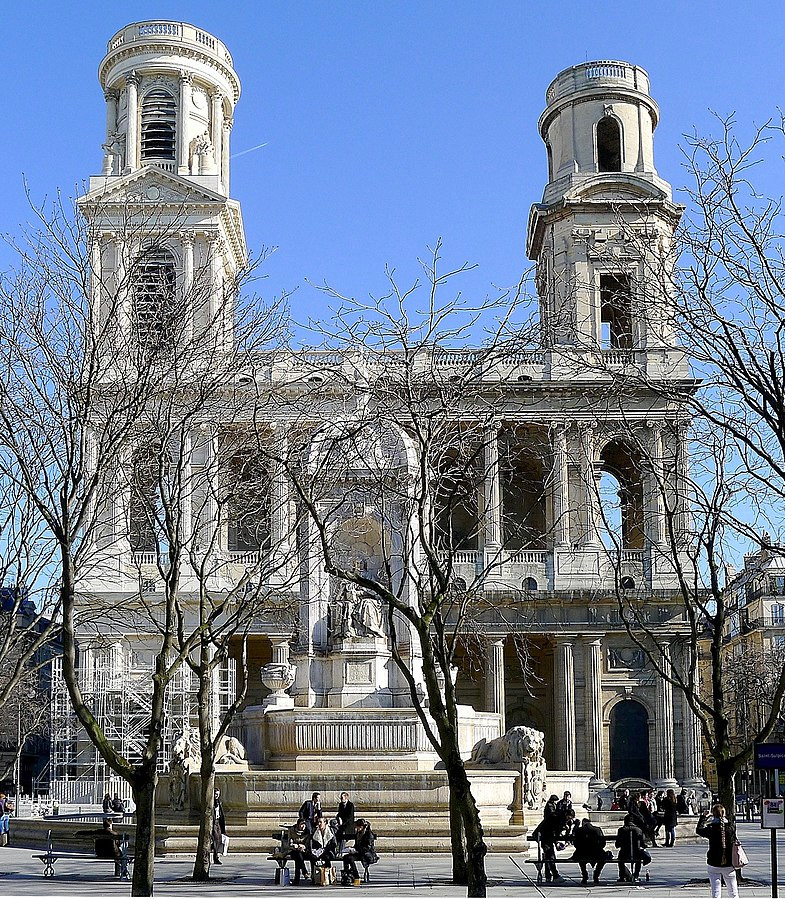
Kirche Saint-Sulpice

In der Nähe befindet sich die Kirche Saint-Sulpice.